# Siegniew
Siegniew (do 1945 niem. Fichtheide) – osada leśna w Polsce położona w województwie zachodniopomorskim, w powiecie gryfińskim, w gminie Mieszkowice. W okolicy znajduje się rezerwat przyrody Jeziora Siegniewskie.